# ピエール・カルロ・パドアン
ピエール・カルロ・パドアン（イタリア語: Pier Carlo Padoan、1950年1月19日 - ）は、イタリアの経済学者、政治家。レンツィ内閣、ジェンティローニ内閣において同国の経済財務大臣を務めた。

## 経歴
ローマ・ラ・サピエンツァ大学で経済学を学び、卒業。大学時代には「マルクス主義批判」という雑誌でジョン・メイナード・ケインズの経済理論を痛烈に批判した事もあった。
その後はローマ・ラ・サピエンツァ大学の経済学の教授となり、2007年までその職に就いた。1992年から2001年までは欧州大学院大学の教授としても教鞭をとる。その他、ブリュッセル自由大学、ウルビーノ大学、東京大学などで客員教授を務めた。
1998年からイタリアの首相を務めたマッシモ・ダレマやジュリアーノ・アマートの経済顧問として、アジェンダ2000やリスボン条約、G8などの各種国際会議で交渉責任者を務める。2001年にはIMFの理事に就任。
2007年、OECD(経済協力開発機構)の副事務総長に就任し、2009年にはOECD総局長(チーフ・エコノミスト)に昇進した。
2013年にイタリア国家統計局(ISTAT)の局長に就く事が内定していたが、2014年2月、イタリアの首相に任命されたマッテオ・レンツィからの指名を受け、レンツィ内閣の経済財務大臣に就任。2016年12月に発足したジェンティローニ内閣でも留任した。2018年6月に退任。